# Туровичи (Волынская область)
Туровичи (укр. Туровичі) — село в Луковской поселковой общине Ковельского района Волынской области Украины.
До 2020 года входило в Турийский район.
Код КОАТУУ — 0725582908. Население по переписи 2001 года составляет 131 человек. Почтовый индекс — 44820. Телефонный код — 3363. Занимает площадь 1,115 км².